# Palácio de Esportes de Ruão
O palais des sports de Rouen, denominado Kindarena pelo contrato de "naming rights", é um pavilhão desportivo localizado em Rouen. Pode acomodar de 4.500 a 6.000 espectadores dependendo de sua configuração.
O arquiteto é Dominique Perrault (Biblioteca Nacional, piscina olímpica de Berlim, etc.). As obras começaram em 2009 e a inauguração ocorreu em 8 de setembro de 2012. O projeto recebeu o apoio de Tony Parker, jogador do Déville-lès-Rouen de 1994 a 1997 e do Mont-Saint-Aignan Basket Club em 1997.

## Histórico
Em 2005, o projeto foi lançado pelo município de Rouen e pela "Communauté de l'agglomération rouennaise" (CAR, que se tornou CREA em 2010 e depois "Métropole Rouen-Normandie" em 2015), que é a proprietária do projeto. O valor total do projeto ascende a 37,4 milhões de euros, incluindo 10 milhões em aquisições de terrenos. As obras começaram em 2009. O custo da arena é de 52,4 milhões de euros financiado pela "communauté d'agglomération Rouen-Elbeuf-Austreberthe".
A arena foi inaugurada em 8 de setembro de 2012.
Na sua primeira temporada de funcionamento, a Kindarena é o 2º centro desportivo em França, atrás de Bercy em termos de público, tendo recebido cerca de 165.000 espectadores ao longo do ano.
Na primavera de 2021, o centro desportivo acolheu um centro de vacinação no âmbito da campanha de vacinação contra a Covid-19.

## Denominação
O nome do "Palais des Sports" foi revelado em 16 de novembro de 2011: era “Kindarena”, nome derivado da marca  Kinder do grupo Ferrero e da palavra arena, no âmbito de um contrato de "naming rights". A sede francesa do grupo está, de fato, situada na área metropolitana de Rouen, em Mont-Saint-Aignan.
O grupo Ferrero paga 500.000 euros por ano durante 10 anos à Metrópole Rouen-Normandie para honrar este contrato.
No dia 8 de março de 2022, por ocasião do Dia Internacional dos Direitos da Mulher, a Metrópole anuncia a nomeação dos dois pavilhões desportivos do Palais des Sports após consulta pública. O maior, passa então a ser a "sala Céline Dumerc", ex-jogadora internacional de basquete, e o segundo "sala Amélie Mauresmo, ex-tenista número 1 do mundo.